# Patricia Puntous
Patricia Puntous (* 1963 in Montreal, Québec) ist eine ehemalige kanadische Triathletin. Gemeinsam mit ihrer Zwillingsschwester Sylviane Puntous gehörte sie insbesondere auf der Kurzdistanz zu den dominierenden nordamerikanischen Triathletinnen.

## Werdegang
Patricia Puntous kam zwei Minuten nach ihrer eineiigen Zwillingsschwester zur Welt. Beide wuchsen in Montreal als Kinder französischer Emigranten auf und begannen als Kinder und Jugendliche zunächst mit Schwimmen, wechselten dann zur Leichtathletik, wo beide zur kanadischen Elite über 1500 und 3000 Meter gehörten. 1982 wechselten sie zum Triathlon und starteten als eine der ersten Profi-Triathletinnen.
Patricia Puntous startete im August 1982 in Seattle bei ihrem ersten Triathlon-Bewerb und konnte dort auf Anhieb gewinnen.
Ihre größten Erfolge hatte Patricia Puntous gemeinsam mit ihrer Schwester auf der Kurzdistanz. Allein in den sechs Jahren von 1982 bis 1988 konnten die Zwillinge bei 68 der 86 Wettkämpfe, bei denen sie starteten, in wechselnder Reihenfolge Platz eins und zwei für sich entscheiden. Ihr Schwerpunkt lag dabei auf den Wettkämpfen der U. S. Triathlon Series. Während Sylviane bei kürzeren Distanzen häufiger gewinnen konnte – soweit sie sich hier nicht Hand-in-Hand den ersten Platz teilten – musste sie auf längeren Distanzen häufiger ihrer Schwester Patricia den Vortritt lassen.

### Zweite beim Ironman Hawaii 1983 und 1984
1983 und erneut 1984 wurde Patricia Puntous beim Ironman Hawaii hinter ihrer Schwester Zweite. 1985 zogen die Puntous-Zwillinge wie die meisten Top-Triathleten einen Start beim Triathlon Longue Distance de Nice einer Titelverteidigung auf Hawaii vor, wo Sylviane hinter Erin Baker und der damaligen Freundin von Dave Scott, Linda Buchanan, Dritte wurde.
1986 starteten die Puntous-Twins wieder beim Ironman Hawaii, wo diesmal Patricia Puntous die Nase vorn hatte und als erste Frau über die Ziellinie lief – dann aber mit dem Vorwurf von Drafting auf dem Rad nachträglich disqualifiziert wurde.
Da die Kampfrichter sich nicht sicher waren, welche der beiden Zwillinge von der Maßnahme betroffen war, setzten sie diese erst im Ziel um. Sylviane Puntous belegte hinter der als Siegerin geehrten Paula Newby-Fraser den zweiten Platz.
Nach ihrem Rücktritt vom Profisport blieb sie weiterhin im Laufsport aktiv.

## Auszeichnungen
- 2003 ehrte der kanadische Triathlonverband Triathlon Canada, der ihren Einfluss auf die Sportart an der überdurchschnittlich großen Anzahl weiblicher Top-Triathleten aus Kanada misst, Sylviane und Patricia Puntous mit der Aufnahme in die Hall of Fame.[7]

## Sportliche Erfolge
| Datum/Jahr | Rang | Wettbewerb                                 | Austragungsort          | Zeit     | Bemerkung |
| ---------- | ---- | ------------------------------------------ | ----------------------- | -------- | --- |
| 1985       | 4    | USA Triathlon Elite National Championships | Hilton Head             | 02:11:01 | Vierte hinter Linda Buchanan in South Carolina                                                                |
| 1983       | 1    | USA Triathlon Elite National Championships | Bass Lake (Kalifornien) | 02:48:18 | Patricia Puntous gewinnt zeitgleich mit ihrer Zwillingsschwester Sylviane vor der Drittplatzierten Julie Moss |

| Datum/Jahr    | Rang | Wettbewerb                        | Austragungsort | Zeit     | Bemerkung |
| ------------- | ---- | --------------------------------- | -------------- | -------- | --- |
| 14. Juni 1992 |      | Triathlon Longue Distance de Nice | Nizza          |          | hinter Paula Newby-Fraser, Donna Peters und Sylviane Puntous |
| 17. Juni 1990 | 5    | Triathlon Longue Distance de Nice | Nizza          |          | 4 km Schwimmen, 120 km Radfahren und 32 km Laufen; hinter Paula Newby-Fraser, Kisten Hansen, Théa Sybesma und Sylviane Puntous |
| 14. Okt. 1989 | DNF  | Ironman Hawaii                    | Hawaii         | DNF      | Rennabbruch auf der Laufstrecke nach 57:15 min Schwimmen und 5:08:46 h auf dem Rad |
| 28. Mai 1989  | 3    | Triathlon Longue Distance de Nice | Nizza          | 07:01:08 | hinter Paula Newby-Fraser und Sylviane Puntous |
| 10. Okt. 1987 | DNF  | Ironman Hawaii                    | Hawaii         | DNF      | Rennabbruch auf der Radstrecke nach 57:59 min Schwimmen |
| 18. Okt. 1986 | DSQ  | Ironman Hawaii                    | Hawaii         | DSQ      | Patricia Puntous lief als Erste ins Ziel, wurde aber nachträglich wegen Drafting disqualifiziert – Verwechslungen mit Sylviane, die damit hinter Paula Newby-Fraser Zweite wurde, sollen dafür ausschlaggebend gewesen sein, dass die Disqualifikation nicht bereits während des Wettkampfes vollzogen wurde |
| 13. Okt. 1985 |      | Triathlon Longue Distance de Nice | Nizza          |          | |
| 20. Apr. 1985 | 2    | Ironman Australia                 | Forster        | 10:34:36 | |
| 1984          | 2    | Ironman Hawaii                    | Hawaii         |          | Zweite hinter ihrer Zwillingsschwester Sylviane Puntous |
| 1983          | 2    | Ironman Hawaii                    | Hawaii         |          | Vizeweltmeisterin hinter ihrer Zwillingsschwester Sylviane Puntous |

(DNF – Did Not Finish)